# زایچار (صربستان)
زایچار (به صربی: Зајечар) شهری در استان زنتراصربین کشور صربستان است که جمعیت آن در سال ۲۰۰۶ میلادی ۳۹٫۳۶۱ نفر بوده‌است.

## جستارهای وابسته

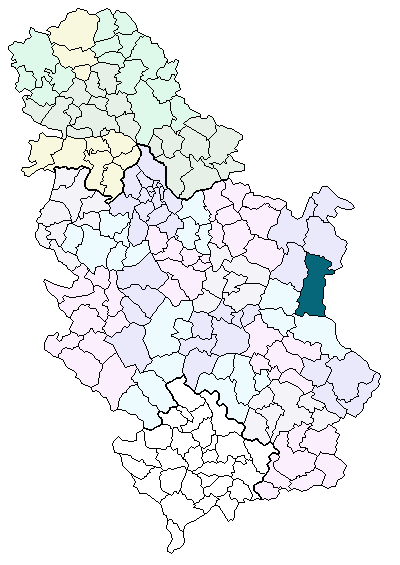